# Địa Trung Hải

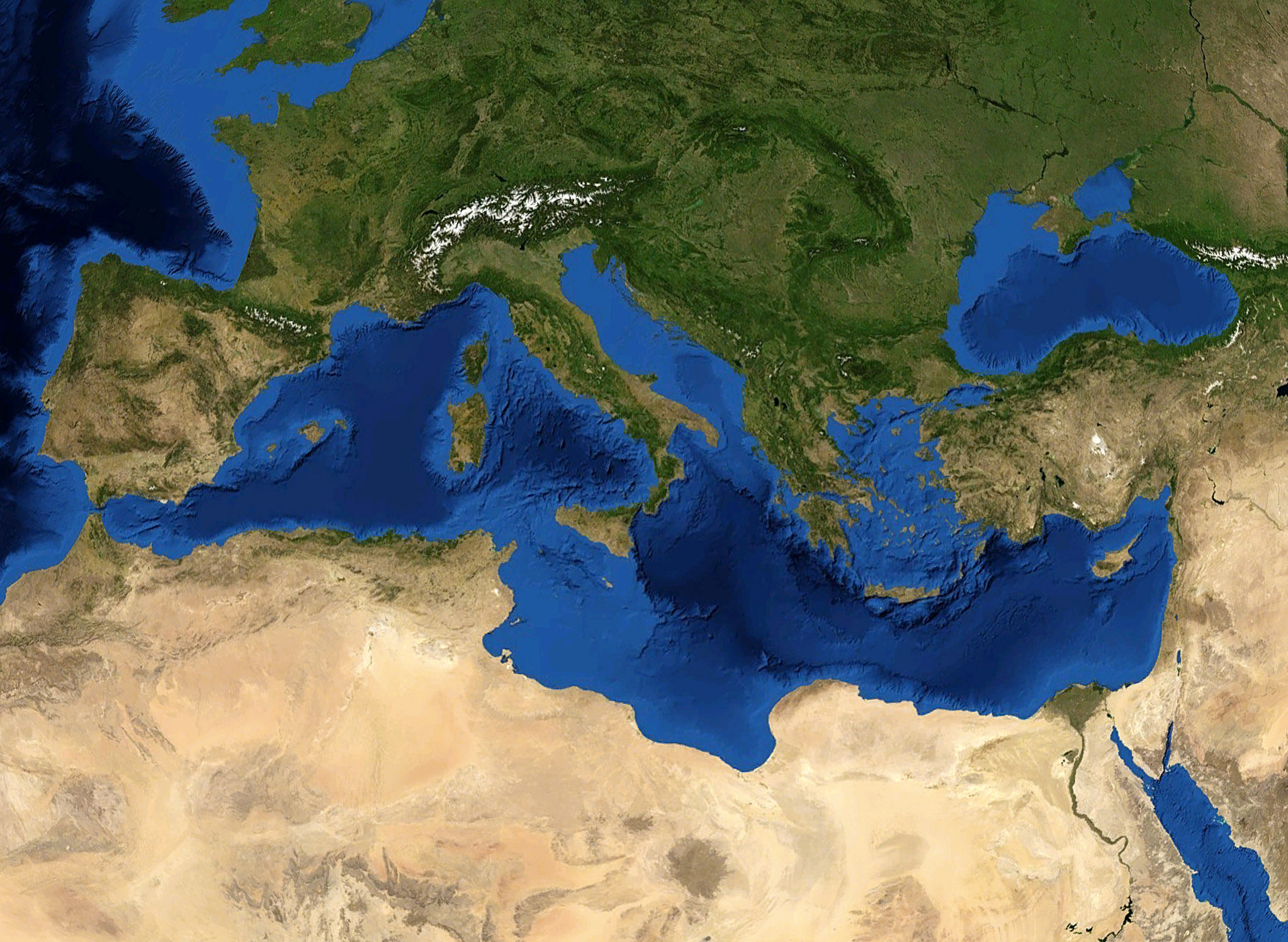
Địa Trung Hải, ảnh chụp từ vệ tinh

Địa Trung Hải là một phần của Đại Tây Dương được vây quanh bởi đất liền – phía Nam của châu Âu, phía Bắc của châu Phi và phía Tây của châu Á.
Địa Trung Hải có diện tích 2.509.000 km² (969.000 dặm vuông Anh) tới 2.510.000 km² (970.000 dặm vuông Anh). Chiều dài đông-tây là 4.000 km và chiều rộng trung bình là 800 km, nhưng tại chỗ thông với Đại Tây Dương (eo biển Gibraltar) chỉ rộng 13 km (8 dặm Anh) và bề rộng tối đa đạt 1.600 km. Nhìn chung biển này nông, với độ sâu trung bình khoảng 1.500 m, độ sâu tối đa khoảng 4.900 m tới 5.150 m, tại khu vực phía nam bờ biển Hy Lạp.
Địa Trung Hải là phần sót lại của một đại dương lớn thời cổ đại, gọi là đại dương Tethys, đã bị ép gần như đóng chặt trong thế Oligocen, khoảng 30 triệu năm trước, khi các mảng kiến tạo lục địa làm cho châu Phi và đại lục Á-Âu va chạm vào nhau. Các mảng này vẫn đang tiếp tục đè nén nhau, gây ra các đợt phun trào của các núi lửa, như đỉnh Etna, đỉnh Vesuvius và Stromboli, tất cả đều tại Ý, cũng như kích thích các trận động đất thường xuyên, tàn phá các phần của Ý, Hy Lạp và Thổ Nhĩ Kỳ.
Một sóng ngầm đại dương từ Tunisia tới Sicilia chia Địa Trung Hải ra thành hai bồn địa đông và tây. Một sóng ngầm đáy biển khác, từ Tây Ban Nha tới Maroc, nằm tại lối thoát ra của Đại Tây Dương. Chỉ sâu 300 m (1.000 ft), nó hạn chế sự luân chuyển nước thông qua vịnh Gibraltar khá hẹp, vì thế nó làm giảm đáng kể khoảng lên-xuống của thủy triều tại biển này và cùng với tốc độ bốc hơi cao, làm cho Địa Trung Hải có độ mặn cao hơn của Đại Tây Dương.
Địa Trung Hải cũng là vùng nước được bao bọc bởi đất liền xung quanh lớn nhất thế giới (có diện tích ~ 2.5 triệu km²).Một phần do khí hậu Nam Âu ấm áp nên lượng nước bốc hơi từ biển Địa Trung Hải luôn nhiều hơn lượng nước được bù lại bởi các con sông đổ vào nó. Điều này dẫn tới việc luôn có nước từ Đại Tây Dương đổ vào Địa Trung Hải qua eo biển Gibraltar và nồng độ muối ở Địa Trung Hải cao hơn nồng độ muối ở Đại Tây Dương. Điểm sâu nhất của Địa Trung Hải nằm ở bên phía Đông với độ sâu khoảng 5200m. Nói Địa Trung Hải không có thủy triều thì không chính xác nhưng thủy triều ở Địa Trung Hải rất thấp, nhiều nơi chỉ chênh lệch vài cm.
Các hải cảng quan trọng nằm bên Địa Trung Hải gồm: Barcelona, Marseille, Genova, Trieste, Haifa. Các sông chính đổ vào Địa Trung Hải có Ebro, Rhone, Po và Nin.
Địa Trung Hải có rất nhiều đảo với dân số đông đảo, đảo lớn nhất là Sicily. Các đảo lớn khác có thể kể đến như Cộng hòa Síp, Crete, Sardegna, Corse, Mallorca, Malta.

## Các quốc gia ven biển

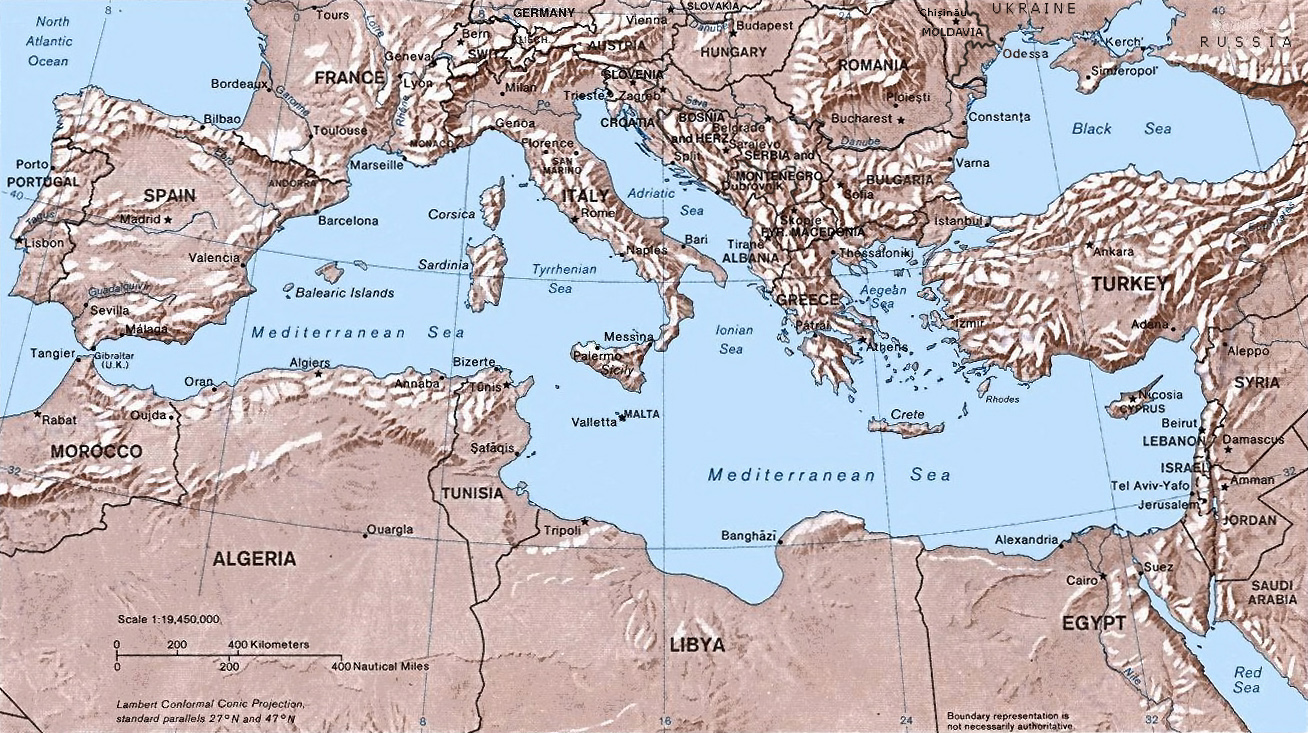
Bản đồ Địa Trung Hải

Có 21 quốc gia/vùng lãnh thổ nằm trên bờ Địa Trung Hải:
- Châu Âu:  Tây Ban Nha,   Monaco,  Pháp,  Ý,  Malta,  Slovenia,  Croatia,  Bosna và Hercegovina,  Montenegro,  Albania,  Hy Lạp và  Síp.
- Châu Á: Syria,  Liban,  Thổ Nhĩ Kỳ, Israel,  Ai Cập (bán đảo Sinai).
- Châu Phi:  Ai Cập,  Libya,  Tunisia,  Algérie và  Maroc

Các vùng lãnh thổ khác cũng có ranh giới với Địa Trung Hải (tây sang đông):
- Lãnh thổ hải ngoại của Anh: Gibraltar
- Các vùng đất của Tây Ban Nha: Ceuta và Melilla và các đảo lân cận
- Akrotiri và Dhekelia
- Bắc Síp (tranh chấp)
- Dải Gaza: Palestine

Các thành phố thủ đô của các quốc gia có chủ quyền và các thành phố chính có hơn 200.000 dân có ranh giới với Địa Trung Hải gồm (các thủ đô ít hơn 200.000 dân được đánh dấu hoa thị):
| Quốc gia    | Thành phố                                                               |
| ----------- | ----------------------------------------------------------------------- |
| Tây Ban Nha | Alicante, Badalona, Barcelona, Cartagena, Málaga, Palma, Valencia       |
| Pháp        | Marseille, Montpellier, Nice                                            |
| Monaco      | Monaco*                                                                 |
| Ý           | Bari, Catania, Genova, Messina, Napoli, Palermo, Roma, Trieste, Venezia |
| Malta       | Valletta*                                                               |
| Albania     | Durrës                                                                  |
| Hy Lạp      | Athens, Patras, Thessaloniki                                            |
| Síp         | Limassol                                                                |
| Thổ Nhĩ Kỳ  | Antalya, İskenderun, Izmir, Mersin                                      |
| Syria       | Latakia                                                                 |
| Liban       | Beirut, Tripoli                                                         |
| Israel      | Ashdod, Haifa, Rishon LeZion, Tel Aviv                                  |
| Palestine   | Gaza                                                                    |
| Ai Cập      | Alexandria, Damietta, Port Said                                         |
| Libya       | Benghazi, Khoms, Misrata, Tripoli                                       |
| Tunisia     | Sfax, Tunis                                                             |
| Algérie     | Algiers, Annaba, Oran                                                   |
| Maroc       | Tétouan, Tangier                                                        |

## Xuất xứ tên gọi
Tên tiếng Anh của biển là Mediterranean được xuất phát từ hai từ trong tiếng Latin: Medius ~ Middle trong tiếng Anh có nghĩa là ở giữa (Trung) và Terra ~ Earth trong tiếng Anh có nghĩa là Trái Đất (Địa).
Nếu nhìn trên bản đồ thì bạn cũng có thể dễ dàng thấy rằng Địa Trung Hải nằm ở chính giữa các quốc gia bao bọc nó. Chỉ có eo biển Gibraltar ở Morocco (rộng 14.3 km) và eo biển Dardanelles ở Thổ Nhĩ Kỳ (hẹp hơn Gibraltar) là nơi mà Địa Trung Hải mở lòng ra để kết nối với các biển và đại dương khác.

## Cổ khí hậu
Do vĩ độ của nó và vị trí nằm giữa các vùng đất liền, Địa Trung Hải cực kỳ nhạy cảm với những dao động khí hậu gây ra từ yếu tố thiên văn, cũng được ghi nhận rõ ràng trong trầm tích. Vì Địa Trung Hải liên quan đến các tích tụ trầm tích gió từ sa mạc Sahara trong các giai đoạn khí hậu khô, ngược lại các trầm tích sông thì đổ vào trong các mùa ẩm ướt, các tập trầm tích chứa sapropel (các trầm tích sẫn màu giàu chất hữu cơ) nguồn gốc biển của Địa Trung Hải cung cấp các thông tin về khí hậu với độ phân giải cao. Dữ liệu này đã được sử dụng để tái lập lại thời gian biểu được hiệu chỉnh theo thiên văn cho 9 triệu năm gần đây nhất trong lịch sử Trái Đất, giúp làm rõ thời gian đảo cực địa từ gần đây nhất. Hơn thế nữa, độ chính xác đặc biệt của các dữ liệu cổ khí hậu này cũng giúp nâng cao kiến thức của con người về những dao động quỹ đạo của Trái Đất trong quá khứ.

## Các đe dọa về môi trường

### Mực nước biển dâng
Mực nước biển của Địa Trung Hải có thể dâng từ 3–61 cm do ảnh hưởng của biến đổi khí hậu. Điều này có thể ảnh hưởng đến dân cư sống trong vùng Địa Trung Hải.
- Mực nước biển dâng sẽ nhấn chìm các khu vực của Malta, và làm tăng mực nước mặn trong khu vực cấp nước ngầm ở Malta và làm giảm khả năng cung cấp nước uống.[5]
- Mực nước biển dâng 30 cm có thể gây ngập trên diện tích 200 km2 của châu thổ sông Nile, ảnh hưởng đến hơn 500.000 người Ai Cập.[6]

Các hệ sinh thái ven biển cũng đứng trước nguy cơ bị đe dọa do nước biển dâng đặc biệt là các biển kín như biển Baltic, Địa Trung Hải và biển Đen. Mực nước biển dâng trong giai thế kỷ XXI có thể từ 30 cm (12 in) đến 100 cm (39 in) và nhiệt độ thay đổi 0.05-0.1 °C ở biển sâu là đủ để tạo ra các thay đổi đáng kể sự phong phú của các loài và chức năng đa dạng.

### Ô nhiễm
Ô nhiễm khu vực này tăng rất cao trong các năm gần đây. Chương trình môi trường Liên hiệp quốc ước tính rằng 650.000.000 t (720.000.000 tấn Mỹ) chất thải từ cống, 129.000 t (142.000 tấn Mỹ) dầu khoáng, 60.000 t (66.000 tấn Mỹ) thủy ngân, 3.800 t (4.200 tấn Mỹ) chì và 36.000 t (40.000 tấn Mỹ) phosphat thải vào Địa Trung Hải mỗi năm. Công ước Barcelona được đưa ra nhằm giảm thiểu ô nhiễm trên Địa Trung Hải và bảo vệ và cải thiện môi trường biển trong khu vực này, ngoài ra còn góp phần vào sự phát triển bền vững của khu vực.' Một số loài sinh vật biển hầu như biến mất do ô nhiễm biển. Một trong số chúng là Hải cẩu Địa Trung Hải, là loài thú biển bị đe dọa nghiêm trọng trên thế giới.
Địa Trung Hải cũng tồn tại rác biển. Theo một nghiên cứu về đáy biển năm 1994 sử dụng lưới đánh cá xung quanh các bờ biển của Tây Ban Nha, Pháp và Ý cho thấy rằng rác tập trung với mật độ trung bình 1.935 loại/km². Rác nhựa chiếm 76%, trong đó túi nhựa chiếm 94%.
Trong tương lai, khi lục địa Phi chạm với lục địa Âu, Địa Trung Hải sẽ bị cô lập